# Plebiscito Padova 2015-2016 (femminile)

## Rosa
| N° |                   | Ruolo | Giocatore       |
| -- | ----------------- | ----- | --------------- |
|    | Italia (bandiera) | P     | Laura Teani     |
|    | Italia (bandiera) | P     | Giulia Roncaia  |
|    | Italia (bandiera) | D     | Ilaria Savioli  |
|    | Italia (bandiera) | D     | Sara Dario      |
|    | Italia (bandiera) | D     | Elisa Queirolo  |
|    | Italia (bandiera) | D     | Maddalena Fisco |
|    | Italia (bandiera) | A     | Martina Savioli |

| N° |                   | Ruolo | Giocatore           |
| -- | ----------------- | ----- | ------------------- |
|    | Italia (bandiera) | A     | Laura Barzon        |
|    | Italia (bandiera) | A     | Letizia Lascialandà |
|    | Italia (bandiera) | A     | Alessia Millo       |
|    | Italia (bandiera) | A     | Carlotta Nencha     |
|    | Canada (bandiera) | CB    | Christine Robinson  |
|    | Italia (bandiera) | CB    | Elena Dall'Armi     |
|    | Italia (bandiera) | CB    | Annalisa Bosello    |

| Allenatore: | Stefano Posterivo |

## Mercato
| Acquisti | Acquisti           | Acquisti | Acquisti |
| R.       | Nome               | da       |          |
| -------- | ------------------ | -------- | -------- |
| D        | Maddalena Fisco    |          |          |
| CB       | Christine Robinson |          |          |

| Cessioni | Cessioni         | Cessioni      | Cessioni |
| R.       | Nome             | a             |          |
| -------- | ---------------- | ------------- | -------- |
| D        | Federica Rocco   | fine rapporto |          |
| D        | Martina Gottardo | fine rapporto |          |

## Risultati

### Serie A1

#### Girone di andata
| Arbitri: | Luca Bianco Michele Minelli |

| |           |                                    |
| Dario: 6 Fisco, Robinson: 4 Queirolo, Millo: 3 Barzon, I. Savioli, M. Savioli: 2 Nencha, Lascialandà: 1 | Marcatori | 2: Anastasio 1: Centanni, Esposito |

| Arbitri: | Bruno Navarra Arnaldo Petronilli |

|                           |           |                                                                                      |
| Citino, Motta, D'Amico: 1 | Marcatori | 3: Dario 2: I. Savioli, Queirolo 1: Gottardo, M. Savioli, Millo, Nencha, Lascialandà |

| Arbitri: | Gianluca Centineo Alessio Magnesia |

|                                                 |           |                                                |
| Barzon, Queirolo: 4 Savioli, A. Millo, Dario: 1 | Marcatori | 4: Dufour 1: G. Millo, Maggi, Boero, Cocchiere |

| Arbitri: | Domenico Rotondano Massimiliano Sponza |

|                                                 |           |                                         |
| Galardi: 3 Lapi, Tabani, Francini, Bartolini: 1 | Marcatori | 5: Queirolo 3: Dario 2: Millo 1: Barzon |

| Arbitri: | Leonardo Ceccarelli Michele Minelli |

|                                                                                                |           |                                   |
| Queirolo: 4 M. Savioli, Lascialandà: 3 I. Savioli, Millo, Dario, Nencha: 2 Barzon, Gottardo: 1 | Marcatori | 1: Pustynnikova, Cuzzupè, Tedesco |

| Arbitri: | Luca Castagnola Antonio Guarracino |

|                              |           |                                                                         |
| Barboni: 2 Verducci, Udoh: 1 | Marcatori | 3: Barzon 2: I. Savioli 1: Gottardo, M. Savioli, Queirolo, Millo, Dario |

| Arbitri: | Luca Bianco Giuseppe Fusco |

|                                                                  |           |                               |
| Barzon: 4 M. Savioli, Queirolo: 2 I. Savioli, Gottardo, Millo: 1 | Marcatori | 2: Gitto 1: Garibotti, Aiello |

| Arbitri: | Stefano Scappini Marina Valdettaro |

|                              |           |                                                          |
| Avegno, Cotti: 2 Tankeeva: 1 | Marcatori | 4: Queirolo 2: Barzon, Savioli 1: Millo, Dario, Robinson |

| Arbitri: | Raffaele Colombo Thomas Pagani Lambri |

|                                                                                  |           |                                   |
| Savioli: 3 Barzon, Queirolo, Robinson, Lascialandà: 2 Gottardo, Millo, Nencha: 1 | Marcatori | 2: Marletta 1: Di Mario, Riccioli |

#### Girone di ritorno
| Arbitri: | Vittorio Frauenfelder Stefano Ricciotti |

|                                              |           |                                                                         |
| Maglitto, De Magistris, Vitiello, Foresta: 1 | Marcatori | 4: Queirolo 3: Savioli, Millo, Dario 2: Barzon, Gottardo 1: Lascialandà |

| Arbitri: | Giuliana Nicolosi Arnaldo Petronilli |

|                                                                                  |           |                                          |
| Queirolo: 4 M. Savioli: 3 Barzon: 2 I. Savioli, Gottardo, Millo, Dario, Fisco: 1 | Marcatori | 1: Citino, Motta, Koide, Pomeri, D'Amico |

| Arbitri: | Leonardo Ceccarelli Francesco Romolini |

|                                  |           |                                                      |
| G. Millo: 2 Dufour, Cocchiere: 1 | Marcatori | 3: Queirolo 2: Barzon, Savioli 1: A. Millo, Robinson |

| Arbitri: | Bruno Navarra Stefano Ricciotti |

|                    |           |            |
| Barzon, Savioli: 1 | Marcatori | 1: Galardi |

| Arbitri: | Luca Iacovelli Marco Piano |

|                                                                |           |                                                                                    |
| Amoretti: 2 Pustynnikova, Cuzzupè, Mori, Bencardino, Drocco: 1 | Marcatori | 5: Gottardo 3: Barzon, Nencha 2: Queirolo, Robinson, Lascialandà 1: Savioli, Fisco |

| Arbitri: | Luca Bianco Tommaso Boccia |

|                                                          |           |                        |
| Barzon: 4 Savioli, Queirolo, Millo: 2 Dario, Robinson: 1 | Marcatori | 2: Verducci 1: Barboni |

| Arbitri: | Filippo Gomez Attilio Paoletti |

|                                                      |           |                                                         |
| Zablith: 3 Morvillo, Radicchi, Garibotti, Bosurgi: 1 | Marcatori | 2: Barzon, M. Savioli, Queirolo 1: I. Savioli, Robinson |

| Arbitri: | L. Mauro Domenico Rotondano |

|                                                                     |           |                     |
| Dario: 3 Savioli, Robinson: 2 Barzon, Millo, Nencha, Lascialandà: 1 | Marcatori | 1: Casanova, Avegno |

| Arbitri: | Luca Iacovelli Giovanni Lo Dico |

|                                   |           |                                                                              |
| Di Mario, Marletta: 2 Riccioli: 1 | Marcatori | 2: I. Savioli, Millo, Robinson 1: Barzon, Gottardo, M. Savioli, Dario, Fisco |

#### Playoff - Semifinali
| Arbitri: | Raffaele Colombo Arnaldo Petronilli |

|                                              |           |                                                  |
| Barzon, Millo, Robinson: 2 Savioli, Dario: 1 | Marcatori | 1: Zanetta, Casanova, Avegno, Criscuolo, Ioannou |

#### Playoff - Finale Scudetto
| Arbitri: | Cristina Taccini Raffaele Colombo |

|                                          |           |                                       |
| Barzon, Savioli: 2 Millo, Lascialandà: 1 | Marcatori | 1: Gitto, Morvillo, Radicchi, Bosurgi |

### Coppa Italia

#### Prima Fase
Tre gruppi da tre e quattro squadre ciascuno: Il Plebiscito Padova è incluso nel Gruppo B, disputato a Padova.
| Arbitri: | Luca Bianco Massimiliano Ruscica |

|                                                |           |                                                 |
| M. Savioli: 4 I. Savioli: 2 Gottardo, Fisco: 1 | Marcatori | 2: Zimmerman 1: Barboni, Manzoni, Budassi, Mina |

| Arbitri: | Andrea Piccoli Michele Minelli |

|                               |           |                                                |
| Bartolini:4 Lapi, Francini: 1 | Marcatori | 4: Millo 1: Dario, Savioli, Fisco, Lascialandà |

#### Seconda Fase
Tre gruppi da tre e quattro squadre ciascuno: si qualificano alla Final Six le prime due di ciascun gruppo. Il Plebiscito Padova è incluso nel Gruppo B, disputato a Bologna
| Arbitri: | Daniele Bianco Massimiliano Ruscica |

|                                                 |           |                                              |
| Lapi: 2 Galardi, Albiani, Canetti, Bartolini: 1 | Marcatori | 2: Barzon, Dario 1: Savioli, Fisco, Robinson |

| Arbitri: | Daniele Bianco Massimiliano Ruscica |

|                                                |           |                               |
| Robinson: 4 Barzon, Dario: 2 Savioli, Millo: 1 | Marcatori | 2: Verducci, Barboni, Budassi |

#### Final Six
| Arbitri: | Mario Bianchi Arnaldo Petronilli |

|                                                        |           |                                                         |
| Barzon: 3 Millo: 2 I. Savioli, Gottardo, M. Savioli: 1 | Marcatori | 2: Bartolini 1: Giachi, Lapi, Galardi, Albiani, Repetto |

| Arbitri: | Massimo Calabrò Arnaldo Petronilli |

|                                       |           |                                                                                      |
| Buccheri, Grillo, Amadeo, Lombardo: 1 | Marcatori | 4: Nencha 2: Gottardo, Millo, Fisco 1: Savioli, Casson, Dario, Mazzolin, Lascialandà |

| Arbitri: | Stefano Riccitelli Alessandro Severo |

|                                     |           |                                           |
| Millo: 3 Barzon, Savioli, Nencha: 1 | Marcatori | 2: Zanetta, Avegno, Criscuolo 1: Tankeeva |

| Arbitri: | Cristina Taccini Mario Bianchi |

|                              |           |                                                          |
| Millo: 4 Dario: 3 Savioli: 1 | Marcatori | 2: Viacava, Dufour, Maggi 1: Trucco, Rogondino, Rambaldi |

| Arbitri: | Alessandro Severo Massimo Calabrò |

|                                                 |           |                                                                       |
| Citino, R. Motta: 2 De Mari, S. Motta, Koide: 1 | Marcatori | 3: Dario 2: Barzon, Gottardo, Millo 1: I. Savioli, M. Savioli, Casson |

### LEN Euro League Women

#### Girone preliminare
Quattro gruppi da quattro e cinque squadre ciascuno: si qualificano ai quarti di finale le prime due di ciascun gruppo. Il Plebiscito Padova è incluso nel Gruppo C, nel concentramento di Porto.
| Porto 4 febbraio 2016, ore 18:30 CET 1ª partita                                                                                     | Clube Fluvial Portuense | 2 – 18 (0-6; 0-4; 1-4; 1-4) referto                                                               | Plebiscito Padova |  |
| \| \| \| \| \| \| Marcatori \| 4: Robinson 3: Gottardo, M. Savioli 2: Barzon, Queirolo 1: I. Savioli, Millo, Nencha, Lascialandà \| |                         |                                                                                                   |                   |  |
| |                         |                                                                                                   |                   |  |
| | Marcatori               | 4: Robinson 3: Gottardo, M. Savioli 2: Barzon, Queirolo 1: I. Savioli, Millo, Nencha, Lascialandà |                   |  |

| Porto 5 febbraio 2016, ore 10:00 CET 2ª partita | Plebiscito Padova | 9 – 9 (2-0; 5-2; 1-3; 1-1) referto                                | Olympiakos |  |
| \| \| \| \| \| Barzon, Gottardo, M. Savioli: 2 I. Savioli, Queirolo, Robinson: 1 \| Marcatori \| 3: Bianconi 2: Asimaki 1: Manolioudaki, Avramidou, Emmolo, Eggens \| |                   |                                                                   |            |  |
| |                   |                                                                   |            |  |
| Barzon, Gottardo, M. Savioli: 2 I. Savioli, Queirolo, Robinson: 1 | Marcatori         | 3: Bianconi 2: Asimaki 1: Manolioudaki, Avramidou, Emmolo, Eggens |            |  |

| Porto 6 febbraio 2016, ore 17:00 CET 3ª partita                                                            | Plebiscito Padova | 5 – 6 (0-1; 2-3; 2-1; 1-2) referto                  | Vouliagmeni |  |
| \| \| \| \| \| Dario: 3 Queirolo: 2 \| Marcatori \| 2: Tsoukala, Roumpesi 1: Chydirioti, Diamantopoulou \| |                   |                                                     |             |  |
| |                   |                                                     |             |  |
| Dario: 3 Queirolo: 2                                                                                       | Marcatori         | 2: Tsoukala, Roumpesi 1: Chydirioti, Diamantopoulou |             |  |

| Porto 7 febbraio 2016, ore 10:00 CET 4ª partita | London Otter | 3 – 15 (0-4; 0-4; 1-4; 2-3) referto                                                  | Plebiscito Padova |  |
| \| \| \| \| \| Ferrone, Tafazolli, Etiebet: 1 \| Marcatori \| 4: Barzon 3: Dario 2: M. Savioli, Fisco 1: I. Savioli, Queirolo, Nencha, Lascialandà \| |              |                                                                                      |                   |  |
| |              |                                                                                      |                   |  |
| Ferrone, Tafazolli, Etiebet: 1 | Marcatori    | 4: Barzon 3: Dario 2: M. Savioli, Fisco 1: I. Savioli, Queirolo, Nencha, Lascialandà |                   |  |

## Statistiche

### Statistiche di squadra
- Statistiche aggiornate al 22 maggio 2016.

| Competizione          | Punti | In casa | In casa | In casa | In casa | In casa | In casa | In trasferta | In trasferta | In trasferta | In trasferta | In trasferta | In trasferta | Neutro | Neutro | Neutro | Neutro | Neutro | Neutro | Totale | Totale | Totale | Totale | Totale | Totale | DR   |
| Competizione          | Punti | G       | V       | N       | P       | Gf      | Gs      | G            | V            | N            | P            | Gf           | Gs           | G      | V      | N      | P      | Gf     | Gs     | G      | V      | N      | P      | Gf     | Gs     | DR   |
| --------------------- | ----- | ------- | ------- | ------- | ------- | ------- | ------- | ------------ | ------------ | ------------ | ------------ | ------------ | ------------ | ------ | ------ | ------ | ------ | ------ | ------ | ------ | ------ | ------ | ------ | ------ | ------ | ---- |
| Serie A1              | 54    | 9       | 9       | 0       | 0       | 123     | 34      | 9            | 9            | 0            | 0            | 109          | 46           | 0      | 0      | 0      | 0      | 0      | 0      | 18     | 18     | 0      | 0      | 232    | 80     | +152 |
| Playoff               | -     | 0       | 0       | 0       | 0       | 0       | 0       | 0            | 0            | 0            | 0            | 0            | 0            | 2      | 2      | 0      | 0      | 14     | 9      | 2      | 2      | 0      | 0      | 14     | 9      | +5   |
| Coppa Italia          | -     | 2       | 2       | 0       | 0       | 17      | 12      | 7            | 5            | 0            | 2            | 66           | 46           | 0      | 0      | 0      | 0      | 0      | 0      | 9      | 7      | 0      | 2      | 83     | 58     | +25  |
| LEN Euro League Women | -     | 0       | 0       | 0       | 0       | 0       | 0       | 4            | 2            | 1            | 1            | 47           | 20           | 0      | 0      | 0      | 0      | 0      | 0      | 4      | 2      | 1      | 1      | 47     | 20     | +27  |
| Totale                | -     | 11      | 11      | 0       | 0       | 140     | 46      | 22           | 16           | 1            | 3            | 236          | 121          | 0      | 0      | 0      | 0      | 0      | 0      | 33     | 29     | 1      | 3      | 376    | 167    | +209 |

### Classifica marcatori
| Tot. | Giocatrice          | A1 | CI | EL |
| ---- | ------------------- | -- | -- | -- |
| 60   | Laura Barzon        | 42 | 10 | 8  |
| 50   | Elisa Queirolo      | 44 | 0  | 6  |
| 47   | Alessia Millo       | 28 | 18 | 1  |
| 44   | Martina Savioli     | 29 | 8  | 7  |
| 41   | Sara Dario          | 26 | 9  | 6  |
| 29   | Ilaria Savioli      | 18 | 8  | 3  |
| 28   | Christine Robinson  | 18 | 5  | 5  |
| 25   | Martina Gottardo    | 14 | 6  | 5  |
| 16   | Letizia Lascialandà | 12 | 2  | 2  |
| 16   | Carlotta Nencha     | 9  | 5  | 2  |
| 14   | Maddalena Fisco     | 7  | 5  | 2  |
| 2    | Alessia Casson      | 0  | 2  | 0  |
| 1    | Giada Mazzolin      | 0  | 1  | 0  |